# アスプコブラ
アスプコブラ（Naja haje）は、コブラ科フードコブラ属に分類されるヘビ。特定動物。有毒。
日本の古い文献や図鑑では「エジプトコブラ」（Egyptian cobra）の名称で記載されている。

## 分布

分布図

北部を中心としたアフリカ大陸に分布する。

## 形態
平均全長は1.4mで、最大は2.6m。フードコブラ属（Naja属）の中ではかなり大きくなる種。体色は褐色で、暗色の斑紋が入る個体もいる。腹面の鱗（腹板）は白い。

### 毒
毒は強力な神経毒と細胞毒で、毒量も多い。古来より信仰の対象であると同時に、危険な毒蛇として恐れられてきた。しかし、現代では研究が進み、血清による治療技術も発達してきたため、死亡率は低い。また、生息数も減少傾向にあり、噛まれる被害も減少している。

## 生態
サバンナに生息する。危険を感じるとフードを広げて立ちあがり、噴気音をあげて威嚇する。それでも相手が怯まない場合、擬死行動をとる。
食性は動物食で、主にヒキガエルを食べるが、小型爬虫類、小型鳥類、小型哺乳類等も食べる。
繁殖形態は卵生。

## 人間との関係
生息地では危険な毒蛇として畏怖の対象とされるだけでなく、ネズミを捕食する農業の守り神として昔から信仰の対象ともなっている。古代エジプトでは、下エジプトの守護神（女神）ウアジェトとして神格化されていた。
本種が立ち上がって威嚇する様子は、女神ウアジェトを示す蛇形記章（ウラエウス）として図案化された。この蛇形記章は、古代エジプトの君主であるファラオが、ウアジェトの庇護のもとで下エジプトを支配するという意味合いを持たせるため、自身の王冠に付けるようになった。またそれ以外にも宝飾品やお守りとして使われた。
また、古代エジプト・プトレマイオス朝の最後のファラオ（女王）クレオパトラは、本種に腕（あるいは胸ともいわれる）を噛ませて自殺したとされている。